# Adnane Mouhejja
 (janvier 2019).
Adnane Mouhejja (en arabe : عدنان موحجة ; né en 1983 à Marrakech) est un acteur et scénariste marocain.

## Biographie
Adnane Mouhejja naît en 1983 à Marrakech. D'abord chanteur, il rencontre Abdeltif Edihia, le dramaturge lui propose un rôle dans une création de théâtre.
Il rencontre en 2004 le metteur en scène Khalid Tamer et la Cie Graines de Soleil
Adnane Mouhejja coécrit et est acteur dans la série Wala Alik.

## Filmographie
Séries TV
- 2018 : Wala Alik[5]
- 2018 : Korsa
- 2018 : Rezo
- 2015 : Halibe Soultane[6]
- 2012 : Zmane Kenza[6]
- 2020 : Qadiyat al Omr
- 2021 : Dayzo lKwam
- 2021 : Salamat Abu Lbanat
- 2023 : kho khwatato

2024:jib darkom

### Scénariste
- 2018 : Wala Alik[5], avec Lamisse Khairate[7]